# Жантиев, Рустем Девлетович
Рустем Девлетович Жантиев (11 октября 1937) — доктор биологических наук, профессор, лауреат Государственной премии СССР (1987), крупный специалист в области систематики, экологии и физиологии насекомых, акустической коммуникации, ориентации и нейрофизиологии.

## Биография
Родился 11 октября 1937 года  в городе Ялта, КрАССР, крымский татарин.
В 1960 — окончил кафедру энтомологии биолого-почвенного факультета МГУ. В 1960—1963 — аспирант кафедры энтомологии. С 1963 работает на биологическом факультете МГУ
1966 — защитил кандидатскую диссертацию «Таксономический и экологический анализ сем. Dermestidae (Coleoptera)». 1980 — защитил докторскую диссертацию — «Биоакустика насекомых»
С 1982 — профессор, читает курсы лекций «Физиология насекомых», «Основы зоологической систематики», ведет теоретический семинар «Современные проблемы и методы энтомологии» и занятия на Большом практикуме (отряд Coleoptera) и практикуме по физиологии насекомых
В 1990—2014 — заведующий кафедры энтомологии биологического факультета МГУ им. Ломоносова

## Основные труды
Автор более 100 публикаций

### Книги
- «Жуки-кожееды (семейство Dermestidae) фауны СССР». Издательство Московского университета, 1976.
- «Биоакустика насекомых». Издательство Московского университета, 1981.
- Жантиев Р. Д., Чайка С. Ю., Рязанова Г. И., Фарафонова Г. В., Ахаев Д. Н., Бенедиктов А. А., 2005. Кафедра энтомологии Московского государственного университета. М.: Т-во научных изданий КМК. 137 с.

### Статьи
- Жантиев Р. Д., 2001. Личинки жуков-кожеедов рода Dermestes (Coleoptera, Dermestidae) России и сопредельных стран. Подрод Montandonia // Зоол. журн. Т. 80. № 3. С. 371—375.
- Жантиев Р. Д., 2001. Жуки-кожееды рода Orphilus Er. (Coleoptera, Dermestidae) фауны Палеарктики // Энтомол. обоз. Т. 80. № 3. С. 611—619.
- Жантиев Р. Д., 2002. Новые и малоизученные кожееды (Coleoptera, Dermestidae) из Закавказья // Зоол. журн. Т. 81. № 3. С. 369—372.
- Жантиев Р. Д., Чуканов В. С., Корсуновская О. С., 2007. Спонтанная активность интернейронов кузнечиков (Orthoptera, Tettigoniidue) при разной температуре // Проблемы и перспективы общей энтомологии. Тезисы докладов XIII съезда РЭО, Краснодар, 9-15 сентября 2007 г. С. 112—113.
- Корсуновская О. С., Жантиев Р. Д., 2007. Реакции на звук слуховых рецепторов кузнечиков (Orthoptera, Tettigoniidae) при разной температуре // Проблемы и перспективы общей энтомологии. Тезисы докладов XIII съезда РЭО, Краснодар, 9-15 сентября 2007 г. С. 166.

## Награды
- Лауреат Государственной премии СССР (1987)[1]
- Премия имени И. И. Шмальгаузена (2019) — за цикл работ «Эволюция акустической коммуникации насекомых»
- Медаль «Ветеран труда» (1987)[1]
- Медаль «В память 850-летия Москвы» (1997)[1]
- Заслуженный работник высшей школы Российской Федерации (2002)[1]
- Заслуженный профессор МГУ им. М. В. Ломоносова (1998)[1]
- Почётная грамота Президента Российской Федерации (5 января 2025 года) — за заслуги в подготовке высококвалифицированных специалистов, научно-педагогической деятельности и многолетнюю добросовестную работу[3].